# Isidor Sadger
Isidor Sadger, właściwie Isidor Isaak Sadger (ur. 29 października 1867 w Nowym Sączu, zm. 20 lub 21 grudnia 1942 w Terezinie) – neurolog, psychoanalityk pierwszego pokolenia.

## Życiorys
Urodził się w rodzinie żydowskiej na terenie Galicji. Edukację odbył w stolicy Austro-Węgier. Po zdaniu w 1885 roku matury rozpoczął studia medyczne na Uniwersytecie Wiedeńskim, które, tak samo jak inny późniejszy psychoanalityk Hans Abels, ukończył w roku 1891. Po ukończeniu studiów rozpoczął prowadzenie w Wiedniu własnej praktyki neurologicznej wykorzystującej metody hydroterapii. Od 1896 do 1904 roku uczęszczał na wykłady Zygmunta Freuda na Uniwersytecie Wiedeńskim (jako jeden z obecnych na nich 28 członków przyszłego Międzynarodowego Towarzystwa Psychoanalitycznego), dzięki którym poznał bliżej ich prowadzącego oraz zainteresował się teorią psychoanalityczną. Do zrzeszającego pierwszych psychoanalityków Środowego Towarzystwa Psychologicznego Sadger dołączył równoległe z między innymi Fritzem Wittelsem oraz Ottonem Rankiem 4 lata po jego powstaniu, w roku 1906. Kolejno, po jego oficjalnym założeniu w 1910 roku, został członkiem Międzynarodowego Towarzystwa Psychoanalitycznego. 
Na przełomie lat 10. i 20. XX wieku był współorganizatorem seminariów dotyczących seksuologii. Przeprowadził również analizę jednej z pionierek psychoanalizy dziecięcej Hermine Hug-Hellmuth, a następnie został jej nauczycielem. Na początku lat 30. opublikował krytyczną w swojej wymowie biografię Erinnerungen an Sigmund Freud. W tym okresie w coraz wyraźniejszym stopniu zaczął również narastać jego konflikt z Freudem, którego zwiastuny już znacznie wcześniej przejawiały się w niechęci Sadgera wobec nawiązania przez Freuda w roku 1906 bliskiego kontaktu z Carlem Gustavem Jungiem. Miało to być spowodowane wyłącznie, zdaniem Sadgera, chęcią walki Freuda z renomą psychoanalizy jako kontrowersyjnej „nauki żydowskiej”, a nie rzeczywistymi predyspozycjami Junga. 
Wskutek personalnych i naukowych konfliktów oraz poczucia własnej marginalności w środowisku odciął się w 1933 roku od instytucji ruchu psychoanalitycznego, nie tracąc jednak zainteresowania samą teorią. 10 września 1942 roku został deportowany do obozu koncentracyjnego w Terezinie, gdzie zginął 20 lub 21 grudnia tego roku. Czyni go to, obok Alfreda Bassa, Adolfa Deutscha, Alfreda Meisla, Davida Ernsta Oppenheima oraz Margarethe Hilferding, jednym z nielicznych członków Międzynarodowego Towarzystwa Psychoanalitycznego deportowanych z Wiednia do obozów koncentracyjnych.

## Dorobek naukowy
Pierwotnie Sadger interesował się hydroterapią. Po związaniu się ze środowiskiem Freuda jego zainteresowania oscylowały przede wszystkim wokół nienormatywnej seksualności oraz psychoanalitycznej interpretacji dorobku artystycznego wielkich twórców kultury z naciskiem na literatów. To ostatnie łączyło go naukowo nie tylko z Freudem jako autorem Leonarda da Vinci wspomnienia z dzieciństwa, lecz także Ottonem Rankiem, Wilhelmem Steklem, Karlem Abrahamem, Eduardem Hitschmannem, Ernestem Jonesem czy Fritzem Wittelsem. Już na sesjach Środowego Towarzystwa Psychologicznego Sadger zaprezentował odczyt poświęcony poecie Nikolausowi Lenauowi oraz Sophie Löwenthal, później publikował prace na temat między innymi Hebbla i Meyera. 
Z postacią Sadgera jest również ściśle związany gatunek psychografii czerpiący z popularnych w XIX wieku oraz pisanych wcześniej również przez Sadgera patografii. W 1912 roku sporządził on wnikliwą analizę ewolucji gatunku od patografii do psychografii, którą podparł przykładami wcześniejszych psychoanalitycznych interpretacji Króla Edypa Sofoklesa oraz Hamleta Shakespeare’a, a także własną interpretacją Judyty Hebbla. 
Obok Wittelsa oraz Siegfrieda Bernfelda Sadger jest również jednym z psychonalityków działających przez 1939 rokiem, którzy podjęli się próby spisania biografii Freuda. Jego Erinnerungen an Sigmund Freud o charakterze analizy osobowości ojca psychoanalizy oraz jego relacji ze środowiskiem psychoanalitycznym, a zwłaszcza współpracownicami i współpracownikami oraz uczennicami i uczniami, wpisuje się w ramy gatunkowe patografii. Sama biografia po śmierci Sadgera była uznawana za zaginioną aż do odnalezienia jej egzemplarza na początku lat 2000. w jednej z japońskich bibliotek oraz ukazania się w 2005 roku opracowanego na jego podstawie przez Alana Dundesa oraz Johannę Jacobsen angielskiego tłumaczenia.